# WWE Insurrextion
WWE Insurrextion  a fost un eveniment anual de Pay-Per-View al companiei World Wrestling Entertainment , exclusiv pentru marea Britanie.

## Istoric

### 2000
Insurrextion 2000 a avut loc pe data de 6 mai 2000, evenimentul fiind gazduit de Earls Court
din Londra.
- Too Cool (Grand Master Sexay & Scotty 2 Hotty) i-a învins pe Dean Malenko & Perry Saturn
  - Sexay l-a numarat pe Saturn dupa un "Hip Hop Drop".
- Kane l-a învins pe Bull Buchanan
  - Kane l-a numarat pe Buchanan dupa un Chokeslam.
- Road Dogg l-a învins pe Bradshaw 
  - Dogg a câștigat prin pinfall, după aplicarea unui Pumphandle Drop.
- The Kat a învinso pe Terri Runnels într-un Arm Wrestling match
  - Kat a numarato pe Runnels.
- The Big Show & Rikishi i-a învins pe The Dudley Boyz
  - Show l-a numarat pe Bubba dupa un Chokeslam.
  - In timpul meciului, Edge si Christian ia-u atacat pe Dudley.
- Kurt Angle l-a învins pe Chris Benoit
  - Angle l-a numarat pe Benoit dupa un Angle Slam.
- Hardy Boyz i-a învins pe Campioni in perechi din WWF Edge si Christian prin descalificare
  - Edge i-a lovit cu un clopot pe Hardys.
  - Dupa meci, Dudley Boyz i-a atacat pe Edge si Christian.
- Eddie Guerrero l-a învins pe Chris Jericho păstrându-și Campionatul European din WWF
  - Eddie l-a numarat pe Jericho dupa ce l-a lovit cu campionatul.
- The Rock i-a învins pe Shane McMahon (cu Mr.McMahon) si Triple H (cu Stephanie McMahon) păstrându-și Centura WWF
  - The Rock l-a numarat pe McMahon dupa un Spinebuster si un "People's Elbow".

### 2001
Insurrextion 2001 a avut loc pe data de 5 mai 2001, evenimentul fiind gazduit de Earls Court
din Londra.
- Eddie Guerrero l-a învins pe Grand Master Sexay
  - Guerrero l-a numarat pe Sexay dupa un "Roll up" folosinduse de corzi.
- Dean Malenko & Perry Saturn i-a învins pe The Holly Cousins (Crash & Hardcore)
  - Saturn l-a numarat pe Crash dupa un "Swinging Fisherman's Suplex".
- Bradshaw l-a învins pe The Big Show 
  - Bradshaw a câștigat prin pinfall, după aplicarea unui "Clothesline from Hell".
- Edge si Christian i-a învins pe X-Factor (X-Pac & Justin Credible), Hardy Boyz, Dudley Boyz într-un Fatal Four-Way Elimination match
  - Jeff l-a numarat pe X-Pac dupa un "Swanton Bomb".
  - Christian l-a numarat pe Jeff dupa un "Unprettier".
  - Edge l-a numarat pe Bubba Ray dupa un Gore a lui Rhyno.
  - Dupa meci, Dudley i-a aplicat un 3D lui Rhyno pe o masa.
- Chris Benoit l-a învins pe Kurt Angle într-un Two out of three falls match
  - Benoit l-a numarat pe Angle dupa un Diving Headbutt.
  - Benoit l-a numarat pe Angle dupa un Roll up.
- Chris Jericho l-a învins pe William Regal castigand "Queen's Cup"
  - Jericho l-a făcut pe Regal sa cedeze cu Walls of Jericho.
- The Undertaker i-a învins pe The Two-Man Power Trip (Campionul WWF Stone Cold & Triple H) într-un Handicap match.
  - Undertaker l-a numarat pe Triple H dupa un Chokeslam.